# 10-15모드
10·15모드 연비(일본어: 10・15モード燃費)는 일본에서 사용되는 연비 측정 방식이다.
기존에는 일정 속도 하에 측정된 결과를 연비로 표시해 왔으나, 가감속이 많은 도시 구간에서는 일정 속도로 주행할 때보다 연료 소비량이 많아진다. 또한 측정 기준에 맞춰 극단적인 성능의 부품을 조합하여 측정 결과를 부풀리는 자동차가 등장하는 등, 표시된 연비가 실제 주행때와 차이 벌어지게 되었다. 그래서 시가지 주행을 상정한 10항목의 주행 패턴과 교외 주행을 상정한 15항목의 주행 패턴을 사용하여 연비를 측정하여 산출된 연비가 10·15모드 연비이다. 줄여서 10-15연비, 10-15모드라고도 부른다. 